# Dorothy Dalton
Pour les articles homonymes, voir Dalton.
Dorothy Dalton (née le 22 septembre 1893 à Chicago, Illinois et morte le 13 avril 1972 à Scarsdale) est une actrice américaine de la période du cinéma muet.

## Biographie
Dorothy Dalton est née à Chicago, Illinois. Son premier film est Pierre of the Plains, en 1914. La même année, elle a joué dans Across the Pacific. En 1915, elle a joué avec William S. Hart dans The Disciple. Elle a ensuite quitté la Triangle Film Corporation pour les studios Thomas Harper Ince. Avec Ince, elle a joué dans The Prince Mark et Love Letters, où elle est apparue avec William Conklin. Dalton a joué avec Rudolph Valentino dans Morane le marin (1922), et avec H.B. Warner dans The Flame of the Yukon (1917) et The Vagabond Prince (1916).
Elle a été mariée à l'acteur Lew Cody. Ils ont divorcé en 1911 et se sont remariés deux ans plus tard, pour redivorcer en 1914. En 1924, elle a épousé le producteur de théâtre Arthur Hammerstein, l'oncle d'Oscar Hammerstein II et le fils d'Oscar Hammerstein I. Après ce mariage, Dalton a joué moins fréquemment. Hammerstein est décédé en 1955.
Dorothy Dalton est morte en 1972, dans sa maison de Scarsdale, dans l'New York. Elle avait 78 ans. Elle a une étoile sur le Hollywood Walk of Fame.

## Filmographie
- 1914 : Pierre of the Plains : Jen Galbraith
- 1914 : Across the Pacific d'Edwin Carewe : Elsie Escott
- 1915 : The Disciple : Mary Houston
- 1916 : The Three Musketeers : reine Anne
- 1916 : The Raiders : Dorothy Haldeman
- 1916 : Civilization's Child : Ellen McManus
- 1916 : The Captive God : Tecolote
- 1916 : The Jungle Child de Walter Edwards: Ollante
- 1916 : The Vagabond Prince : Lola Fluffy
- 1916 : A Gamble in Souls de Walter Edwards : Freda Maxey
- 1916 : The Female of the Species : Gloria Marley
- 1917 : Le Sexe faible (The Weaker Sex) de Raymond B. West : Ruth Tilden
- 1917 : Chicken Casey : Chicken Casey / Mavis Marberry
- 1917 : Back of the Man : Ellen Horton
- 1917 : La Route de l'honneur (The Dark Road) de Charles Miller : Cleo Morrison
- 1917 : Wild Winship's Widow : Catherine Winship
- 1917 : L'Idole de l'Alaska (The Flame of the Yukon) de Charles Miller : Ethel Evans
- 1917 : Ten of Diamonds : Neva Blaine
- 1917 : The Price Mark : Paula Lee
- 1917 : Love Letters : Eileen Rodney
- 1918 : Dorothy Dalton in a Liberty Loan Appeal : une infirmière de la Croix-Rouge
- 1918 : Flare-Up Sal : 'Flare-Up' Sal
- 1918 : Love Me : Maida Madison
- 1918 : Unfaithful : Helen Karge
- 1918 : Tyrant Fear : Allaine Grandet
- 1918 : The Mating of Marcella : Marcella Duranzo
- 1918 : The Kaiser's Shadow : Paula Harris
- 1918 : Green Eyes : Shirley Hunter
- 1918 : Vive la France ! de Roy William Neill : Genevieve Bouchette
- 1918 : Quicksand : Mary Bowen
- 1919 : The Market of Souls : Helen Armes
- 1919 : Hard Boiled : Corinne Melrose
- 1919 : Extravagance : Helen Douglas
- 1919 : The Homebreaker : Mary Marbury
- 1919 : The Lady of Red Butte : Faro Fan
- 1919 : Other Men's Wives : Cynthia Brock
- 1919 : L'Apache : Natalie 'La Bourget' Bourget / Helen Armstrong
- 1919 : La Dernière Partie d'échecs (His Wife's Friend) de Joseph De Grasse : Lady Marion Grimwood
- 1920 : Guilty of Love : Thelma Miller
- 1920 : Black Is White : Margaret / Theresa / Yvonne
- 1920 : The Dark Mirror : Priscilla Maine / Nora O'Moore
- 1920 : Half an Hour : Lady Lillian Garson
- 1920 : A Romantic Adventuress : Alice Vanni
- 1921 : The Idol of the North : Colette Brissac
- 1921 : Behind Masks : Jeanne Mesurier
- 1921 : Le Paradis d'un fou (Fool's Paradise) de Cecil B. DeMille : Poll Patchouli
- 1922 : Moran of the Lady Letty : Letty Sternersen, dite "Moran"
- 1922 : La Justicière (The Crimson Challenge) de Paul Powell : Tharon Last
- 1922 : The Woman Who Walked Alone : l'Honorable Iris Champneys
- 1922 : The Siren Call : Charlotte Woods, une danseuse
- 1922 : On the High Seas (en) d'Irvin Willat : Leone Deveraux
- 1923 : Dark Secrets de Victor Fleming : Ruth Rutherford
- 1923 : Fog Bound : Gale Brenon
- 1923 : Justice de Tziganes (The Law of the Lawless) de Victor Fleming : Sahande
- 1924 : The Moral Sinner : Leah Kleschna
- 1924 : The Lone Wolf : Lucy Shannon

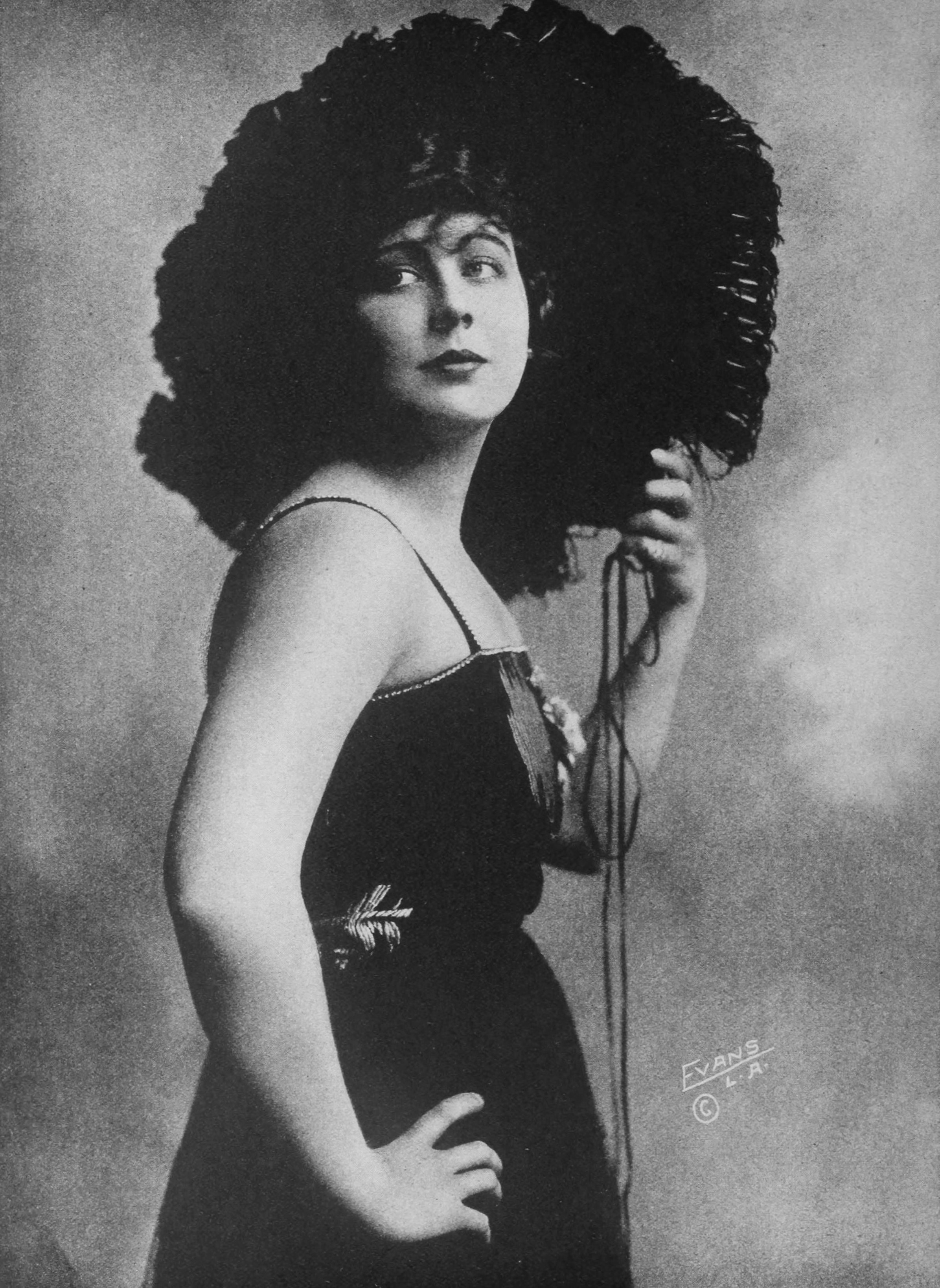
Dorothy Dalton pour Photoplay, Novembre 1918.
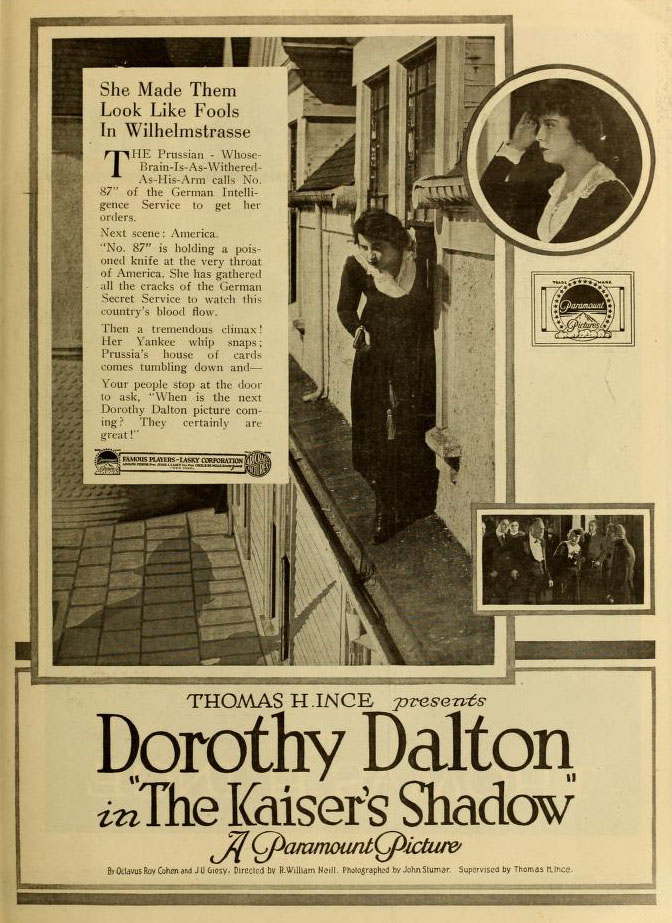
The Kaiser's Shadow (1918).
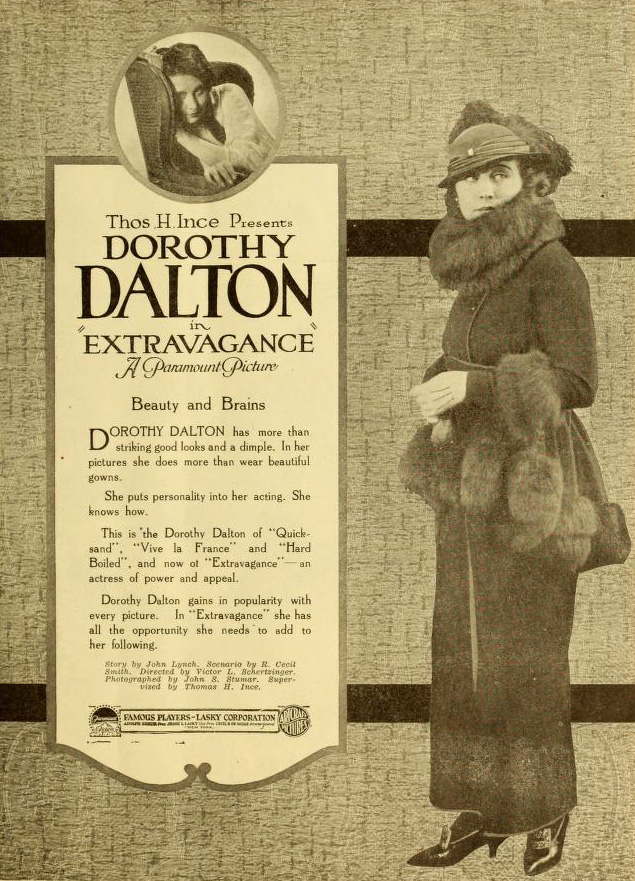
Extravagance (1919).
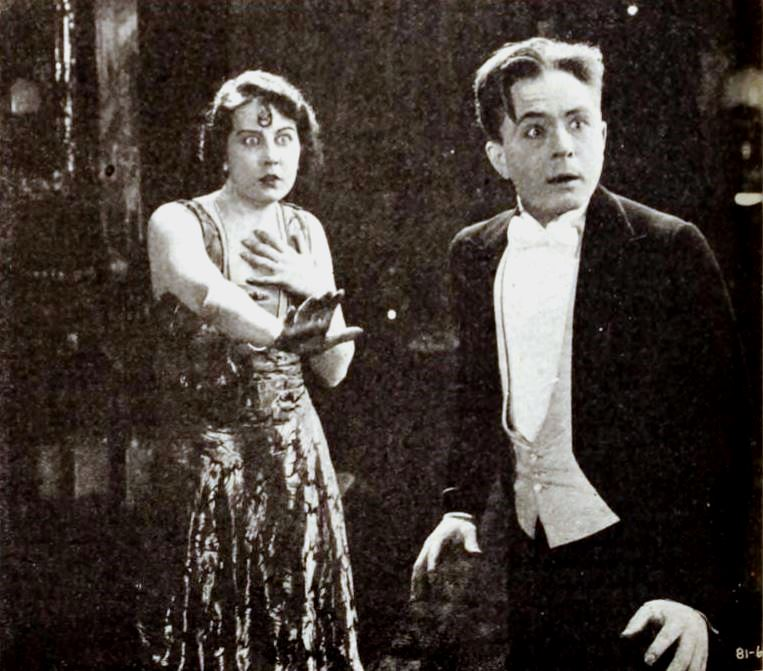
Black Is White (1920).